# Katedrala u Speyeru
Kraljevska katedrala u Speyeru, službenog imena Katedrala sv. Marije i sv. Stjepana (latinski: Domus sanctae Mariae Spirae, njemački: Domkirche St. Maria und St. Stephan, katkada i Dom zu Unserer lieben Frau in Speyer) u Speyeru, Porajnje-Falačka (Njemačka) sjedište je katoličke Speyerske biskupije koja je dio bamberške nadbiskupije. Katedrala, posvećena Svetoj Djevici Mariji, zaštitnici grada Speyera ("Patrona Spirensis") i Svetom Stjepanu je uglavnom poznata kao Kaiserdom zu Speyer (Kraljevska katedrala u Speyeru). Papa Pio XI. je uzvisio katedralu u Speyeru na razinu manje bazilike rimokatoličke crkve 1925. godine.
Započeta 1030. godine, pod upravom Konrada II., ova markantna trobrodna nadsvođena bazilika od crvenog pješčenjaka je "vrhunac dizajna koji je bio iznimno utjecajan u razvoju romaničke arhitekture tijekom 11. i 12. stoljeća". Kao grobno mjesto za Salijsku dinastiju, obitelj Staufer i Habsburgovske careve i kraljeve, katedrala je predstavljala simbol carske moći. Kako je opatijom Cluny u ruševinama, ona predstavlja najveću romaničku crkvu. Smatra se “prekretnicom u europskoj arhitekturi”, i jednim od najvažnijih arhitektonskih spomenika svoga vremena i jednim od najljepših romaničkih spomenika uopće
Godine 1981., katedrala je dodana na UNESCOv popis mjesta svjetske baštine u Europi zbog svog kulturnog značaja kao "vodeći spomenik romaničke umjetnosti u Njemačkom carstvu".

## Povijest
Kraljevska katedrala u Speyeru, najznačajnija romanička građevina u Njemačkoj, izgrađena je i posvećena kao posljednje počivalite careva Svetog Rimskog Carstva i kao simbol njihove moći. Gradnja je započela oko 1030. godine, pod upravom Konrada II., a posvećena je 1061. godine. Za vrijeme Henrika IV. poduzete su obnova i nadogradnja. Speyerska katedrala je prva poznata građevina s galerijama koje idu okolo cijele građevine. Sustav arkada, dodan prilikom Henrikove obnove je također prvi takav u povijesti arhitekture.
Upravo u Speyerskoj katedrali je 27. prosinca 1146. godine Konrad III. objavio da ide u Drugi križarski rat. Na sastanku u Speyeru 1529. godine luterani su zahtijevali od Rimske Crkve garanciju slobode savjesti, protestvujući protiv dotadašnje prakse Rimske Crkve   Arhivirana inačica izvorne stranice od 26. siječnja 2010. (Wayback Machine).
U gradskom požaru 1689. godine uništen je veći dio glavnog broda, ali je potpuno renoviran i vraćen i prijašnje stanje od 1758. do 1778. godine. Bavarski kralj Ludvig I. je naručio slike za interijer, te su od 1846. – 53. god. slikari škola Johannesa Schraudolpha i Josefa Schwarzmanna završili uređenje u nazarenskom stilu. Od 1854. – 58. god. zapadno pročelje katedrale obnovio je Heinrich Hübsch u neo-romaničkom stilu. Tijekom obnove 1950-ih, većina slika iz 19. stoljeća je uklonjena kako bi se otkrila veličanstvena arhitektura.
Godine 1981., katedrala je dodana na UNESCOv popis svjetske baštine, a Kraljevska katedrala sv. Djevice Marije i sv. Stjepana je sjedište Speyerske nadbiskupije i papinska bazilika.

## Osobitosti
Speyerska katedrala je uglavnom zadržala oblik i dimenzije crkve iz 11. stoljeća i, unatoč značajnim gubicima originalne građe i kasnijim restauracijama, predstavlja cjelovitu i jedinstvenu romaničku građevinu. Oblik uglavnom prati nacrt koji je ustanovljen na crkvi Sv. Mihovila u Hildesheimu i predstavlja standard koji je prihvaćen u rajnskoj oblasti (Rhineland). On je kompromisno rješenje uzdužne crkve s visokim bačvastim svodom i centralne crkve s kupolom koja na svojim krakovima transepta završava apsidama. Njeno stremljenje visini već najavljuje razvoj gotičke arhitekture.
Veliki kameni plitki bazen kapaciteta 1560 litara stoji ispred ulaza u katedralu. Ova točka je nekada predstavljala granicu između ovlasti grada i nadbiskupije.
Skulptura nazvana „Planina maslina“ nalazi se u južnom vrtu, a u srednjem vijeku je bila u središtu klaustra katedrale. Tu je skupinu figura u 19. stoljeću izradio speyerski kipar Gottfried Renn, a zamijenila je originalnu skulpturu iz 15. st. koja je uništena.
Kripta je osobito posebna jer je u potpunosti zadržala izvorni izgled. Kako je izgrađena kao grobno mjesto salijskih careva, tu je sahranjeno i osam njemačkih careva i kraljeva i četiri kraljice i brojni biskupi.

### Dimenzije katedrale
- Ukupna dužina katedrale: 134 m (od stuba na ulazu do vanjskog zida apside)
- Dužina broda: 37.62 m (od vanjskog do vanjskog zida)
- Visina broda na krunama lukova svoda: 33 m
- Visina istočnih tornjeva: 71.20 m
- Visina zapadnih tornjeva: 65.60 m
- Dimenzije kripte: duljina 35x46 m, visina oko 6.5 m

## Znameniti ljudi pokopani u katedrali
- Konrad II., car Svetog Rimskog Carstva (1039.)
- Carica Gisela, žena Konrada II. (1043.)
- Henrik III., car Svetog Rimskog Carstva (1056.)
- Henrik IV., car Svetog Rimskog Carstva (1111.)
- Henrik V., car Svetog Rimskog Carstva (1125.)
- Carica Beatrix, druga žena Fridrika Barbarosse (1184 .)
- Agneza, kćerka Fridrika Barbarosse (1184 .)
- Filip Švapski, sin Fridrika Barbarosse (1216.)
- Rudolf od Habsburga, njemački kralj (1291.)
- Adolf od Nassaua, njemački kralj  (1309.)